# Ana de la Reguera
Pour les articles homonymes, voir Reguera.
Ana de la Reguera est une actrice mexicaine, née le 8 avril 1977 à Veracruz, au Mexique.

## Biographie
Ana de la Reguera est née à Veracruz (Mexique), où elle a étudié.
Elle a commencé sa carrière dans des telenovelas.

## Filmographie

### Cinéma
- 2000 : Dust to Dust (Por la libre) : Maria
- 2002 : Un secreto de Esperanza (en) : Lety
- 2003 : Ladies' Night : Ana
- 2006 : El Caco :
- 2006 : Super Nacho (Nacho Libre) : sœur Encarnación
- 2006 : Así del precipicio : Lucía
- 2007 : Les Seigneurs du Sud (Sultanes del Sur) : Monica Silvari
- 2008 : Paraiso Travel : Milagros Valdez
- 2009 : Backyard (El traspatio) : Blanca
- 2010 : Top Cops (Cop Out) : Gabriela
- 2010 : Di Di Hollywood : Rita Marlow
- 2010 : Hidalgo-Molière (Hidalgo - La historia jamás contada) : Josefa Quintana
- 2011 : Cowboys et Envahisseurs : Maria
- 2014 : La Légende de Manolo : Skeleton Carmen
- 2014 : Jessabelle : Rosaura
- 2016 : Macho
- 2017 : Everything, Everything : Carla
- 2021 : Army of the Dead de Zack Snyder : Maria Cruz
- 2021 : American Nightmare 5 : Sans Limites (The Forever Purge) de Everardo Gout : Adela
- 2021 : Army of Thieves de Matthias Schweighöfer : Maria Cruz

### Télévision
- 1996 : Azul : Cecilia
- 1997 : Mujer, casos de la vida real
- 1997 : Pueblo chico, infierno grande : Priscila
- 1997 : Desencuentro : Beatriz
- 1998 : Tentaciones : Fernanda Segovia
- 2002 : Todo por amor : Lucía
- 2002 : Cara o cruz : Mariana Medina/Aída
- 2002 : Por tí : María
- 2003 : Como Pedro por su casa : Astrid
- 2003 : Luciana y Nicolás : Luciana
- 2004 : Gitanas : María Salomé
- 2008 : Capadocia : Lorena Guerra
- 2009 : Empire State : Ellen Cochrane
- 2010 : Royal Pains (saison 2) : Carmen
- 2010 : Eastbound & Down (saison 2, épisode 1): Vida
- 2015 : Blacklist (saison 2, épisode 18) : Vanessa Cruz
- 2015 : Narcos : Elisa Álvarez
- 2017 : Twin Peaks: The Return (saison 3) : Natalie
- 2017-2018 : Power (saison 4, 5 et 6) : Alicia Jimenez[1]
- 2018 : Goliath (saison 2) : Marisol Silva

## Distinction
- 2004 : Actrice Favorite aux MTV Movie Awards de Mexico pour le film Ladies' Night.

## Voix francophones
En France
| - Ethel Houbiers dans : - Kenny Powers (série télévisée) - Top Cops - Blacklist (série télévisée) - Une nuit en enfer, la série (série télévisée) - Everything, Everything - Capucine Lespinas dans : - Army of the Dead - Army of Thieves | Et aussi - Virginie Méry dans Super Nacho - Maia Baran dans Capadocia (série télévisée) - Marie Barraud dans La Légende de Manolo (voix) - Nayéli Forest dans Narcos (série télévisée) - Laura Zichy dans Jane the Virgin (série télévisée) - Claire Baradat dans Twin Peaks (série télévisée) - Josy Bernard dans Goliath (série télévisée) - Charlotte Correa dans American Nightmare 5 : Sans Limites - Caroline Espargilière dans Elio (voix) |

Au Québec
Note : la liste indique les titres québécois
- Geneviève Désilets dans Nacho Libre
- Isabelle Leyrolles dans Cowboys et Aliens
- Catherine Hamann dans La Légende de Manolo (voix)